# Liste des services de la sécurité civile belge
Les services de la sécurité civile belge étaient organisés en deux grands groupes : d'une part les services régionaux d'incendie (SRI), (appelés simplement les pompiers), et d'autre part les unités opérationnelles de la protection civile. Ils ont tous deux des missions différentes. Les pompiers étant chargés de l'aide urgente (qu'elle soit médicale ou de type « pompier » (incendies, accidents, pollutions, etc.)) et la protection civile d’assister ces derniers dans les grosses interventions avec des moyens lourds.
Cette organisation a été remplacée en 2014 par les 35 zones de secours dans le cadre de la réforme de la sécurité civile belge.

## Les services régionaux d’incendie

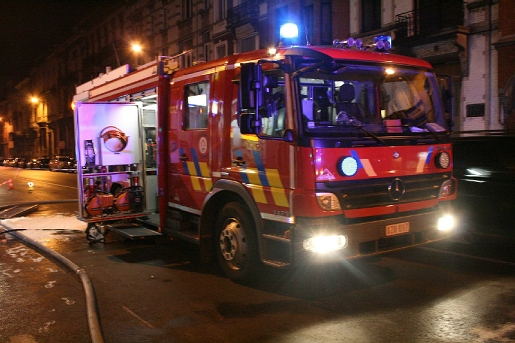
Une autopompe des pompiers de Bruxelles.

Il existait 251 services régionaux d’incendie (SRI) en Belgique : 165 en Région flamande, 85 en Région wallonne et un dans la Région de Bruxelles-Capitale. Il faut bien différencier le nombre de service (251 dans tout le Royaume) du nombre total de casernes (qui lui est donc plus élevé: un service d'incendie pouvant disposer de plusieurs casernes). Certains possèdent des postes-avancés, c'est-à-dire une  plus petite que la principale, mais située dans une zone géographique éloignée ou avec un besoin spécifique. Ces postes-avancés sont créés pour améliorer la rapidité d’intervention et la couverture territoriale et les services qui en disposent possèdent donc plusieurs casernes (voir la liste ci-après). 
Depuis 2014, les services régionaux d'incendie sont repartis en 35 zones de secours au vu de la Réforme de la sécurité civile belge. 

### Classification des services d'incendies en Belgique
Les services d’incendie belges étaient répartis en quatre classes : 
- C: Corps de pompiers uniquement composés de sapeurs-pompiers volontaires. Elle se distingue du groupe Z par son étendue géographique et sa limite à une seule commune. D'où la lettre « C » pour « communal »
- X: Corps de pompiers uniquement composés de sapeurs-pompiers professionnels (Seulement 5 en Belgique: Anvers, Bruxelles, Charleroi, Gand, Liège).
- Y: Corps de pompiers dits « mixtes »: composés de professionnels et de volontaires.
- Z: Corps de pompiers composés théoriquement uniquement de sapeurs-pompiers volontaires.

### Liste des services d'incendie
Voici la liste :
| Service                                                                                  | Classe | Caserne(s) | Commune               | Zone de secours               | Province                        |
| ---------------------------------------------------------------------------------------- | ------ | ---------- | --------------------- | ----------------------------- | ------------------------------- |
| Service d'incendie d’Aalter                                                              | Z      | 1          | Aalter                | Meetjesland                   | Province de Flandre-Orientale   |
| Service d'incendie d’Aarschot                                                            | Z      | 1          | Aarschot              | Brabant flamand est           | Province du Brabant flamand     |
| Service d'incendie d’Alost                                                               | Y      | 1          | Alost                 | Flandre-Orientale Sud-Est     | Province de Flandre-Orientale   |
| Service d'incendie d’Amblève                                                             | C      | 1          | Amblève               | Zone DG                       | Province de Liège               |
| Service d'incendie d’Andenne                                                             | Z      | 1          | Andenne               | Nage                          | Province de Namur               |
| Service d'incendie d’Antoing                                                             |        | 1          | Antoing               | Wallonie picarde              | Province de Hainaut             |
| Service d'incendie d’Anvers                                                              | X      | 6          | Anvers                | Anvers                        | Province d'Anvers               |
| Service d'incendie d’Anzegem                                                             | Z      | 1          | Anzegem               | Fluvia                        | Province de Flandre-Occidentale |
| Service d'incendie d’Ardooie                                                             | C      | 1          | Ardooie               | Midwest                       | Province de Flandre-Occidentale |
| Service d'incendie d’Arendonk                                                            | C      | 1          | Arendonk              | Toxandrie                     | Province d'Anvers               |
| Service d'incendie d’Arlon                                                               | Y      | 1          | Arlon                 | Luxembourg                    | Province de Luxembourg          |
| Service d'incendie d’Asse                                                                | Z      | 1          | Asse                  | Brabant flamand ouest         | Province du Brabant flamand     |
| Service d'incendie d’Assenede                                                            | C      | 1          | Assenede              | Flandre-Orientale Centre      | Province de Flandre-Orientale   |
| Service d'incendie d’Ath                                                                 |        | 1          | Ath                   | Wallonie picarde              | Province de Hainaut             |
| Service d'incendie d’Aubange                                                             | Z      | 1          | Aubange               | Luxembourg                    | Province de Luxembourg          |
| Service d'incendie d’Audenarde                                                           | Y      | 1          | Audenarde             | Ardennes flamandes            | Province de Flandre-Orientale   |
| Service d'incendie d’Avelgem                                                             | Z      | 1          | Avelgem               | Fluvia                        | Province de Flandre-Occidentale |
| Service d'incendie d’Aywaille                                                            | Z      | 1          | Aywaille              | Liège 5 Warche Amblève Lienne | Province de Liège               |
| Service d'incendie de Baerle-Duc                                                         | C      | 1          | Baerle-Duc            | Toxandrie                     | Province d'Anvers               |
| Service d'incendie de Balen                                                              | C      | 1          | Balen                 | Campine                       | Province d'Anvers               |
| Service d'incendie de Bastogne                                                           | Y      | 1          | Bastogne              | Luxembourg                    | Province de Luxembourg          |
| Service d'incendie de Beaumont                                                           |        | 1          | Beaumont              | Hainaut Est                   | Province de Hainaut             |
| Service d'incendie de Beauraing                                                          | Z      | 1          | Beauraing             | Dinaphi                       | Province de Namur               |
| Service d'incendie de Beerse                                                             | C      | 1          | Beerse                | Toxandrie                     | Province d'Anvers               |
| Service d'incendie de Belœil                                                             |        | 2          | Belœil                | Wallonie picarde              | Province de Hainaut             |
| Service d'incendie de Beringen                                                           | C      | 1          | Beringen              | Limbourg Sud-Ouest            | Province de Limbourg            |
| Service d'incendie de Berlaar                                                            | C      | 1          | Berlaar               | Rivierenland                  | Province d'Anvers               |
| Service d'incendie de Berlare                                                            | C      | 1          | Berlare               | Flandre-Orientale Est         | Province de Flandre-Orientale   |
| Service d'incendie de Bernissart                                                         |        | 1          | Bernissart            | Wallonie picarde              | Province de Hainaut             |
| Service d'incendie de Bertrix                                                            | Y      | 1          | Bertrix               | Luxembourg                    | Province de Luxembourg          |
| Service d'incendie de Beveren                                                            | Y      | 1          | Beveren               | Waasland                      | Province de Flandre-Orientale   |
| Service d'incendie de Bilzen                                                             | Z      | 2          | Bilzen                | Limbourg Est                  | Province de Limbourg            |
| Service d'incendie de Binche                                                             |        | 1          | Binche                | Hainaut Centre                | Province de Hainaut             |
| Service d'incendie de Blankenberge                                                       | C      | 1          | Blankenberge          | Flandre-Occidentale 1         | Province de Flandre-Occidentale |
| Service d'incendie de Boom                                                               | Z      | 1          | Boom                  | Rivierenland                  | Province d'Anvers               |
| Service d'incendie de Bornem                                                             | C      | 1          | Bornem                | Rivierenland                  | Province d'Anvers               |
| Service d'incendie de Borsbeek                                                           | C      | 1          | Borsbeek              | Rand                          | Province d'Anvers               |
| Service d'incendie de Bouillon                                                           |        | 2          | Bouillon              | Luxembourg                    | Province de Luxembourg          |
| Service d'incendie de Bourg-Léopold                                                      | Z      | 1          | Bourg-Léopold         | Limbourg Nord                 | Province de Limbourg            |
| Service d'incendie de Braine-l'Alleud                                                    |        | 1          | Braine-l'Alleud       | Brabant wallon                | Province du Brabant wallon      |
| Service d'incendie de Braine-le-Comte                                                    |        | 1          | Braine-le-Comte       | Hainaut Centre                | Province de Hainaut             |
| Service d'incendie de Brakel                                                             | C      | 1          | Brakel                | Ardennes flamandes            | Province de Flandre-Orientale   |
| Service d'incendie de Brasschaat                                                         | C      | 1          | Brasschaat            | Rand                          | Province d'Anvers               |
| Service d'incendie de Brecht                                                             | C      | 1          | Brecht                | Rand                          | Province d'Anvers               |
| Service d'incendie de Brée                                                               |        | 1          | Brée                  | Limbourg Nord                 | Province de Limbourg            |
| Service d'incendie de Bruges                                                             | Y      | 2          | Bruges                | Flandre-Occidentale 1         | Province de Flandre-Occidentale |
| Service d'incendie et d'aide médicale urgente de la région de Bruxelles-Capitale (SIAMU) | X      | 8          | Bruxelles             | SIAMU                         | Région de Bruxelles-Capitale    |
| Service d'incendie de Buggenhout                                                         | C      | 1          | Buggenhout            | Flandre-Orientale Est         | Province de Flandre-Orientale   |
| Service d'incendie de Bullange                                                           | Z      | 1          | Bullange              | Zone DG                       | Province de Liège               |
| Service d'incendie de Burg-Reuland                                                       | C      | 1          | Burg-Reuland          | Zone DG                       | Province de Liège               |
| Service d'incendie de Charleroi                                                          | X      | 2          | Charleroi             | Hainaut Est                   | Province de Hainaut             |
| Service d'incendie de Chièvres                                                           |        | 1          | Chièvres              | Hainaut Centre                | Province de Hainaut             |
| Service d'incendie de Chimay                                                             | Z      | 1          | Chimay                | Hainaut Est                   | Province de Hainaut             |
| Service d'incendie de Ciney                                                              | Z      | 1          | Ciney                 | Dinaphi                       | Province de Namur               |
| Service d'incendie de Comines-Warneton                                                   |        | 1          | Comines-Warneton      | Wallonie picarde              | Province de Hainaut             |
| Service d'incendie de Courtrai                                                           | Y      | 3          | Courtrai              | Fluvia                        | Province de Flandre-Occidentale |
| Service d'incendie de Couvin                                                             | Z      | 2          | Couvin                | Dinaphi                       | Province de Namur               |
| Service d'incendie de Coxyde                                                             | C      | 2          | Coxyde                | Westhoek                      | Province de Flandre-Occidentale |
| Service d'incendie de De Haan                                                            | Z      | 1          | Le Coq                | Flandre-Occidentale 1         | Province de Flandre-Occidentale |
| Service d'incendie de Deerlijk                                                           | C      | 1          | Deerlijk              | Fluvia                        | Province de Flandre-Occidentale |
| Service d'incendie de Deinze                                                             | Z      | 1          | Deinze                | Flandre-Orientale Centre      | Province de Flandre-Orientale   |
| Service d'incendie de Denderleeuw                                                        | C      | 1          | Denderleeuw           | Flandre-Orientale Sud-Est     | Province de Flandre-Orientale   |
| Service d'incendie de Diest                                                              | Z      | 2          | Diest                 | Brabant flamand est           | Province du Brabant flamand     |
| Service d'incendie de Dinant                                                             | Z      | 1          | Dinant                | Dinaphi                       | Province de Namur               |
| Service d'incendie de Dixmude                                                            | Z      | 2          | Dixmude               | Westhoek                      | Province de Flandre-Occidentale |
| Service d'incendie de Dour                                                               |        | 1          | Dour                  | Hainaut Centre                | Province de Hainaut             |
| Service d'incendie de Duffel                                                             | C      | 1          | Duffel                | Rivierenland                  | Province d'Anvers               |
| Service d'incendie d’Edegem                                                              | Z      | 1          | Edegem                | Rand                          | Province d'Anvers               |
| Service d'incendie d’Eeklo                                                               | Z      | 1          | Eeklo                 | Meetjesland                   | Province de Flandre-Orientale   |
| Service d'incendie d’Eghezée                                                             | Z      | 1          | Éghezée               | Nage                          | Province de Namur               |
| Service d'incendie d’Enghien                                                             | Z      | 1          | Enghien               | Hainaut Centre                | Province de Hainaut             |
| Service d'incendie d’Erezée                                                              | Z      | 1          | Érezée                | Luxembourg                    | Province de Luxembourg          |
| Service d'incendie d’Essen                                                               | C      | 1          | Essen                 | Rand                          | Province d'Anvers               |
| Service d'incendie d'Estaimpuis                                                          |        | 1          | Estaimpuis            | Wallonie picarde              | Province de Hainaut             |
| Service d'incendie d’Etalle                                                              | Z      | 1          | Étalle                | Luxembourg                    | Province de Luxembourg          |
| Service d'incendie d’Eupen                                                               | Z      | 1          | Eupen                 | Zone DG                       | Province de Liège               |
| Service d'incendie de Fleurus                                                            |        | 1          | Fleurus               | Hainaut Est                   | Province de Hainaut             |
| Service d'incendie de Florennes                                                          | Z      | 2          | Florennes             | Dinaphi                       | Province de Namur               |
| Service d'incendie de Fosses-la-Ville                                                    | Z      | 1          | Fosses-la-Ville       | Val de Sambre                 | Province de Namur               |
| Service d'incendie de Furnes                                                             | Y      | 1          | Furnes                | Westhoek                      | Province de Flandre-Occidentale |
| Service d'incendie de Gand                                                               | X      | 5          | Gand                  | Flandre-Orientale Centre      | Province de Flandre-Orientale   |
| Service d'incendie de Gavere                                                             | Z      | 1          | Gavere                | Flandre-Orientale Centre      | Province de Flandre-Orientale   |
| Service d'incendie de Gedinne                                                            | Z      | 1          | Gedinne               | Dinaphi                       | Province de Namur               |
| Service d'incendie de Geel                                                               | Y      | 1          | Geel                  | Campine                       | Province d'Anvers               |
| Service d'incendie de Gembloux                                                           | C      | 1          | Gembloux              | Nage                          | Province de Namur               |
| Service d'incendie de Genk                                                               | Y      | 1          | Genk                  | Limbourg Est                  | Province de Limbourg            |
| Service d'incendie de Gistel                                                             | Z      | 1          | Gistel                | Flandre-Occidentale 1         | Province de Flandre-Occidentale |
| Service d'incendie de Grammont                                                           | Z      | 1          | Grammont              | Flandre-Orientale Sud-Est     | Province de Flandre-Orientale   |
| Service d'incendie de Grobbendonk                                                        | C      | 1          | Grobbendonk           | Campine                       | Province d'Anvers               |
| Service d'incendie de Hal                                                                | Z      | 1          | Hal                   | Brabant flamand ouest         | Province du Brabant flamand     |
| Service d'incendie de Hamme                                                              | C      | 1          | Hamme                 | Flandre-Orientale Est         | Province de Flandre-Orientale   |
| Service d'incendie d’Hamoir                                                              | Z      | 1          | Hamoir                | Hemeco                        | Province de Liège               |
| Service d'incendie d’Hannut                                                              | Z      | 1          | Hannut                | Hesbaye                       | Province de Liège               |
| Service d'incendie d’Harelbeke                                                           | Z      | 1          | Harelbeke             | Fluvia                        | Province de Flandre-Occidentale |
| Service d'incendie d’Hasselt                                                             | Y      | 1          | Hasselt               | Limbourg Sud-Ouest            | Province de Limbourg            |
| Service d'incendie d’Heist-op-den-Berg                                                   | Z      | 1          | Heist-op-den-Berg     | Rivierenland                  | Province d'Anvers               |
| Service d'incendie d’Hemiksem                                                            | C      | 1          | Hemiksem              | Rivierenland                  | Province d'Anvers               |
| Service d'incendie d’Herentals                                                           | Z      | 1          | Herentals             | Campine                       | Province d'Anvers               |
| Service d'incendie d’Herenthout                                                          | C      | 1          | Herenthout            | Campine                       | Province d'Anvers               |
| Service d'incendie d’Herve                                                               | Z      | 2          | Herve                 | Vesdre - Hoëgne & Plateau     | Province de Liège               |
| Service d'incendie d’Herzele                                                             | C      | 1          | Herzele               | Ardennes flamandes            | Province de Flandre-Orientale   |
| Service d'incendie d’Heusden-Zolder                                                      | Z      | 1          | Heusden-Zolder        | Limbourg Sud-Ouest            | Province de Limbourg            |
| Service d'incendie d’Heuvelland                                                          |        | 1          | Heuvelland            | Westhoek                      | Province de Flandre-Occidentale |
| Service d'incendie d’Hoeselt                                                             | C      | 1          | Hoeselt               | Limbourg Est                  | Province de Limbourg            |
| Service d'incendie d’Hooglede                                                            | Z      | 1          | Hooglede              | Midwest                       | Province de Flandre-Occidentale |
| Service d'incendie d’Hoogstraten                                                         | Z      | 1          | Hoogstraten           | Toxandrie                     | Province d'Anvers               |
| Service d'incendie d’Houffalize                                                          |        | 1          | Houffalize            | Luxembourg                    | Province de Luxembourg          |
| Service d'incendie d’Houthulst                                                           | C      | 1          | Houthulst             | Westhoek                      | Province de Flandre-Occidentale |
| Service d'incendie de Huy                                                                | Y      | 1          | Huy                   | Hemeco                        | Province de Liège               |
| Service d'incendie d’Ingelmunster                                                        | Z      | 1          | Ingelmunster          | Midwest                       | Province de Flandre-Occidentale |
| Service d'incendie d’Izegem                                                              |        | 1          | Izegem                | Midwest                       | Province de Flandre-Occidentale |
| Service d'incendie de Jodoigne                                                           | Z      | 1          | Jodoigne              | Brabant wallon                | Province du Brabant wallon      |
| Service d'incendie de Kalmthout                                                          | C      | 1          | Kalmthout             | Rand                          | Province d'Anvers               |
| Service d'incendie de Kapellen                                                           | C      | 1          | Kapellen              | Rand                          | Province d'Anvers               |
| Service d'incendie de Kaprijke                                                           | C      | 1          | Kaprijke              | Meetjesland                   | Province de Flandre-Orientale   |
| Service d'incendie de Kasterlee                                                          | C      | 1          | Kasterlee             | Toxandrie                     | Province d'Anvers               |
| Service d'incendie de Kluisbergen                                                        | C      | 1          | Kluisbergen           | Ardennes flamandes            | Province de Flandre-Orientale   |
| Service d'incendie de Knokke-Heist                                                       | Z      | 1          | Knokke-Heist          | Flandre-Occidentale 1         | Province de Flandre-Occidentale |
| Service d'incendie de Koekelare                                                          | C      | 1          | Koekelare             | Westhoek                      | Province de Flandre-Occidentale |
| Service d'incendie de Kontich                                                            | C      | 1          | Kontich               | Rand                          | Province d'Anvers               |
| Service d'incendie de Kortemark                                                          | C      | 1          | Kortemark             | Westhoek                      | Province de Flandre-Occidentale |
| Service d'incendie de Kruibeke                                                           | C      | 1          | Kruibeke              | Waasland                      | Province de Flandre-Orientale   |
| Service d'incendie de Kruishoutem                                                        | C      | 1          | Kruishoutem           | Ardennes flamandes            | Province de Flandre-Orientale   |
| Service d'incendie de Kuurne                                                             | Z      | 1          | Kuurne                | Fluvia                        | Province de Flandre-Occidentale |
| Service d'incendie de La Calamine                                                        | C      | 1          | La Calamine           | Zone DG                       | Province de Liège               |
| Service d'incendie de La Louvière                                                        | Y      | 1          | La Louvière           | Hainaut Centre                | Province de Hainaut             |
| Service d'incendie de La Panne                                                           | C      | 1          | La Panne              | Westhoek                      | Province de Flandre-Occidentale |
| Service d'incendie de Landen                                                             | Z      | 1          | Landen                | Brabant flamand est           | Province du Brabant flamand     |
| Service d'incendie de Langemark-Poelkapelle                                              | C      | 1          | Langemark-Poelkapelle | Westhoek                      | Province de Flandre-Occidentale |
| Service d'incendie de Lebbeke                                                            | C      | 1          | Lebbeke               | Flandre-Orientale Est         | Province de Flandre-Orientale   |
| Service d'incendie de Lede                                                               | C      | 1          | Lede                  | Flandre-Orientale Sud-Est     | Province de Flandre-Orientale   |
| Service d'incendie de Ledegem                                                            | C      | 1          | Ledegem               | Fluvia                        | Province de Flandre-Occidentale |
| Service d'incendie de Lendelede                                                          | C      | 1          | Lendelede             | Fluvia                        | Province de Flandre-Occidentale |
| Service d'incendie de Lennik                                                             |        | 1          | Lennik                | Brabant flamand ouest         | Province du Brabant flamand     |
| Service d'incendie de Lessines                                                           |        | 1          | Lessines              | Wallonie picarde              | Province de Hainaut             |
| Service d'incendie de Leuze-en-Hainaut                                                   |        | 1          | Leuze-en-Hainaut      | Wallonie picarde              | Province de Hainaut             |
| Service d'incendie de Lichtervelde                                                       | C      | 1          | Lichtervelde          | Midwest                       | Province de Flandre-Occidentale |
| Intercommunale d’incendie de Liège et environs                                           | X      | 8          | Liège                 | Liège 2 IILE-SRI              | Province de Liège               |
| Service d'incendie de Lierre                                                             | Z      | 1          | Lierre                | Rivierenland                  | Province d'Anvers               |
| Service d'incendie de Limbourg                                                           | C      | 1          | Limbourg              | Vesdre - Hoëgne & Plateau     | Province de Liège               |
| Service d'incendie de Lo-Reninge                                                         | C      | 1          | Lo-Reninge            | Westhoek                      | Province de Flandre-Occidentale |
| Service d'incendie de Lochristi                                                          | C      | 1          | Lochristi             | Flandre-Orientale Centre      | Province de Flandre-Orientale   |
| Service d'incendie de Lokeren                                                            | Z      | 1          | Lokeren               | Flandre-Orientale Est         | Province de Flandre-Orientale   |
| Service d'incendie de Lommel                                                             | Y      | 1          | Lommel                | Limbourg Nord                 | Province de Limbourg            |
| Service d'incendie de Londerzeel                                                         | Z      | 1          | Londerzeel            | Brabant flamand ouest         | Province du Brabant flamand     |
| Service d'incendie de Lontzen-Herbesthal                                                 | C      | 1          | Lontzen               | Zone DG                       | Province de Liège               |
| Service d'incendie de Louvain                                                            | Y      | 1          | Louvain               | Brabant flamand est           | Province du Brabant flamand     |
| Service d'incendie de Maaseik                                                            | Z      | 1          | Maaseik               | Limbourg Est                  | Province de Limbourg            |
| Service d'incendie de Maasmechelen                                                       | Z      | 1          | Maasmechelen          | Limbourg Est                  | Province de Limbourg            |
| Service d'incendie de Maldegem                                                           | Z      | 1          | Maldegem              | Meetjesland                   | Province de Flandre-Orientale   |
| Service d'incendie de Malines                                                            | Y      | 1          | Malines               | Rivierenland                  | Province d'Anvers               |
| Service d'incendie de Malle                                                              | Z      | 4          | Malle                 | Rand                          | Province d'Anvers               |
| Service d'incendie de Malmedy                                                            | Z      | 1          | Malmedy               | Liège 5 Warche Amblève Lienne | Province de Liège               |
| Service d'incendie de Marche-en-Famenne                                                  | Y      | 2          | Marche-en-Famenne     | Luxembourg                    | Province de Luxembourg          |
| Service d'incendie de Melle                                                              | C      | 1          | Melle                 | Flandre-Orientale Centre      | Province de Flandre-Orientale   |
| Service d'incendie de Menin                                                              | Z      | 2          | Menin                 | Fluvia                        | Province de Flandre-Occidentale |
| Service d'incendie de Merelbeke                                                          | Z      | 1          | Merelbeke             | Flandre-Orientale Centre      | Province de Flandre-Orientale   |
| Service d'incendie de Merksplas                                                          | C      | 1          | Merksplas             | Toxandrie                     | Province d'Anvers               |
| Service d'incendie de Messines                                                           | C      | 1          | Messines              | Westhoek                      | Province de Flandre-Occidentale |
| Service d'incendie de Meulebeke                                                          | C      | 1          | Meulebeke             | Midwest                       | Province de Flandre-Occidentale |
| Service d'incendie de Middelkerke                                                        | C      | 1          | Middelkerke           | Flandre-Occidentale 1         | Province de Flandre-Occidentale |
| Service d'incendie de Mol                                                                | Z      | 1          | Mol                   | Campine                       | Province d'Anvers               |
| Service d'incendie de Mons                                                               | Y      | 1          | Mons                  | Hainaut Centre                | Province de Hainaut             |
| Service d'incendie de Montaigu-Zichem                                                    | C      | 1          | Montaigu-Zichem       | Brabant flamand est           | Province du Brabant flamand     |
| Service d'incendie de Moorslede                                                          | C      | 1          | Moorslede             | Midwest                       | Province de Flandre-Occidentale |
| Service d'incendie de Mouscron                                                           | Y      | 2          | Mouscron              | Wallonie picarde              | Province de Hainaut             |
| Service d'incendie de Namur                                                              | Y      | 1          | Namur                 | Nage                          | Province de Namur               |
| Service d'incendie de Neufchâteau                                                        |        | 1          | Neufchâteau           | Luxembourg                    | Province de Luxembourg          |
| Service d'incendie de Nevele                                                             | C      | 1          | Nevele                | Meetjesland                   | Province de Flandre-Orientale   |
| Service d'incendie de Niel                                                               | C      | 1          | Niel                  | Rivierenland                  | Province d'Anvers               |
| Service d'incendie de Nieuport                                                           | Z      | 1          | Nieuport              | Westhoek                      | Province de Flandre-Occidentale |
| Service d'incendie de Nijlen                                                             | C      | 1          | Nijlen                | Rivierenland                  | Province d'Anvers               |
| Service d'incendie de Ninove                                                             | Z      | 1          | Ninove                | Flandre-Orientale Sud-Est     | Province de Flandre-Orientale   |
| Service d'incendie de Nivelles                                                           |        | 2          | Nivelles              | Brabant wallon                | Province du Brabant wallon      |
| Service d'incendie d’Oostkamp                                                            | Z      | 2          | Oostkamp              | Flandre-Occidentale 1         | Province de Flandre-Occidentale |
| Service d'incendie d’Opwijk                                                              | C      | 1          | Opwijk                | Brabant flamand ouest         | Province du Brabant flamand     |
| Service d'incendie d’Ostende                                                             | Y      | 1          | Ostende               | Flandre-Occidentale 1         | Province de Flandre-Occidentale |
| Service d'incendie d’Overijse                                                            | Z      | 1          | Overijse              | Brabant flamand est           | Province du Brabant flamand     |
| Service d'incendie de Paliseul                                                           | Z      | 1          | Paliseul              | Luxembourg                    | Province de Luxembourg          |
| Service d'incendie de Pepinster                                                          | Z      | 1          | Pepinster             | Vesdre - Hoëgne & Plateau     | Province de Liège               |
| Service d'incendie de Péruwelz                                                           |        | 1          | Péruwelz              | Wallonie picarde              | Province de Hainaut             |
| Service d'incendie de Philippeville                                                      | Z      | 1          | Philippeville         | Dinaphi                       | Province de Namur               |
| Service d'incendie de Pittem                                                             | C      | 1          | Pittem                | Midwest                       | Province de Flandre-Occidentale |
| Service d'incendie de Plombières                                                         | Z      | 1          | Plombières            | Vesdre - Hoëgne & Plateau     | Province de Liège               |
| Service d'incendie de Poperinge                                                          | Z      | 4          | Poperinge             | Westhoek                      | Province de Flandre-Occidentale |
| Service d'incendie de Putte                                                              | C      | 1          | Putte                 | Rivierenland                  | Province d'Anvers               |
| Service d'incendie de Puurs                                                              | C      | 1          | Puurs                 | Rivierenland                  | Province d'Anvers               |
| Service d'incendie de Quiévrain                                                          |        | 1          | Quiévrain             | Hainaut Centre                | Province de Hainaut             |
| Service d'incendie de Ranst                                                              |        | 1          | Ranst                 | Rand                          | Province d'Anvers               |
| Service d'incendie de Ravels                                                             | C      | 1          | Ravels                | Toxandrie                     | Province d'Anvers               |
| Service d'incendie de Renaix                                                             | Z      | 1          | Renaix                | Ardennes flamandes            | Province de Flandre-Orientale   |
| Service d'incendie de Rijkevorsel                                                        | C      | 1          | Rijkevorsel           | Toxandrie                     | Province d'Anvers               |
| Service d'incendie de Rochefort                                                          | Z      | 1          | Rochefort             | Dinaphi                       | Province de Namur               |
| Service d'incendie de Roulers                                                            | Y      | 1          | Roulers               | Midwest                       | Province de Flandre-Occidentale |
| Service d'incendie de Ruiselede                                                          | C      | 1          | Ruiselede             | Midwest                       | Province de Flandre-Occidentale |
| Service d'incendie de Saint-Gilles-Waes                                                  | C      | 1          | Saint-Gilles-Waes     | Waasland                      | Province de Flandre-Orientale   |
| Service d'incendie de Saint-Ghislain                                                     |        | 1          | Saint-Ghislain        | Hainaut Centre                | Province de Hainaut             |
| Service d'incendie de Saint-Hubert                                                       | Z      | 1          | Saint-Hubert          | Luxembourg                    | Province de Luxembourg          |
| Service d'incendie de Saint-Nicolas                                                      | Y      | 1          | Saint-Nicolas         | Waasland                      | Province de Flandre-Orientale   |
| Service d'incendie de Saint-Trond                                                        | Z      | 1          | Saint-Trond           | Limbourg Sud-Ouest            | Province de Limbourg            |
| Service d'incendie de Saint-Vith                                                         | Z      | 1          | Saint-Vith            | Zone DG                       | Province de Liège               |
| Service d'incendie de Sambreville                                                        | Z      | 2          | Sambreville           | Val de Sambre                 | Province de Namur               |
| Service d'incendie de Schoten                                                            | C      | 1          | Schoten               | Rand                          | Province d'Anvers               |
| Service d'incendie de Saint-Gilles-Waes                                                  |        | 1          | Saint-Gilles-Waes     | Waasland                      | Province de Flandre-Orientale   |
| Service d'incendie de Soignies                                                           |        | 1          | Soignies              | Hainaut Centre                | Province de Hainaut             |
| Service d'incendie de Spa                                                                | C      | 1          | Spa                   | Vesdre - Hoëgne & Plateau     | Province de Liège               |
| Service d'incendie de Staden                                                             | C      | 1          | Staden                | Midwest                       | Province de Flandre-Occidentale |
| Service d'incendie de Stavelot                                                           | Z      | 1          | Stavelot              | Liège 5 Warche Amblève Lienne | Province de Liège               |
| Service d'incendie de Stekene                                                            | C      | 1          | Stekene               | Waasland                      | Province de Flandre-Orientale   |
| Service d'incendie de Temse                                                              | Z      | 1          | Temse                 | Waasland                      | Province de Flandre-Orientale   |
| Service d'incendie de Termonde                                                           | Z      | 1          | Termonde              | Flandre-Orientale Est         | Province de Flandre-Orientale   |
| Service d'incendie de Theux                                                              | Z      | 1          | Theux                 | Vesdre - Hoëgne & Plateau     | Province de Liège               |
| Service d'incendie de Thourout                                                           | Z      | 1          | Thourout              | Flandre-Occidentale 1         | Province de Flandre-Occidentale |
| Service d'incendie de Thuin                                                              |        | 1          | Thuin                 | Hainaut Est                   | Province de Hainaut             |
| Service d'incendie de Tielt                                                              | Z      | 1          | Tielt                 | Midwest                       | Province de Flandre-Occidentale |
| Service d'incendie de Tirlemont                                                          | Z      | 1          | Tirlemont             | Brabant flamand est           | Province du Brabant flamand     |
| Service d'incendie de Tongres                                                            | Z      | 1          | Tongres               | Limbourg Sud-Ouest            | Province de Limbourg            |
| Service d'incendie de Tournai                                                            | Y      | 1          | Tournai               | Wallonie picarde              | Province de Hainaut             |
| Service d'incendie de Tubize                                                             |        | 1          | Tubize                | Brabant wallon                | Province du Brabant wallon      |
| Service d'incendie de Turnhout                                                           | Y      | 1          | Turnhout              | Toxandrie                     | Province d'Anvers               |
| Service d'incendie de Verviers                                                           | Y      | 1          | Verviers              | Vesdre - Hoëgne & Plateau     | Province de Liège               |
| Service d'incendie de Vielsalm                                                           | Z      | 1          | Vielsalm              | Luxembourg                    | Province de Luxembourg          |
| Service d'incendie de Vilvorde                                                           | Z      | 1          | Vilvorde              | Brabant flamand est           | Province du Brabant flamand     |
| Service d'incendie de Virton                                                             | Z      | 1          | Virton                | Luxembourg                    | Province de Luxembourg          |
| Service d'incendie de Vosselare                                                          | C      | 1          | Vosselare             | Toxandrie                     | Province d'Anvers               |
| Service d'incendie de Vresse-sur-Semois                                                  | C      | 1          | Vresse-sur-Semois     | Dinaphi                       | Province de Namur               |
| Service d'incendie de Waarschoot                                                         | C      | 1          | Waarschoot            | Meetjesland                   | Province de Flandre-Orientale   |
| Service d'incendie de Waasmunster                                                        | C      | 1          | Waasmunster           | Waasland                      | Province de Flandre-Orientale   |
| Service d'incendie de Waimes                                                             | C      | 1          | Waimes                | Liège 5 Warche Amblève Lienne | Province de Liège               |
| Service d'incendie de Waregem                                                            | Z      | 2          | Waregem               | Fluvia                        | Province de Flandre-Occidentale |
| Service d'incendie de Waremme                                                            | Z      | 1          | Waremme               | Hesbaye                       | Province de Liège               |
| Service d'incendie de Wavre                                                              | Y      | 1          | Wavre                 | Brabant wallon                | Province du Brabant wallon      |
| Service d'incendie de Welkenraedt                                                        | Z      | 1          | Welkenraedt           | Vesdre - Hoëgne & Plateau     | Province de Liège               |
| Service d'incendie de Wervik                                                             | C      | 1          | Wervik                | Fluvia                        | Province de Flandre-Occidentale |
| Service d'incendie de Westerlo                                                           |        | 1          | Westerlo              | Campine                       | Province d'Anvers               |
| Service d'incendie de Wetteren                                                           |        | 1          | Wetteren              | Flandre-Orientale Sud-Est     | Province de Flandre-Orientale   |
| Service d'incendie de Wevelgem                                                           | C      | 3          | Wevelgem              | Fluvia                        | Province de Flandre-Occidentale |
| Service d'incendie de Wichelen                                                           | C      | 1          | Wichelen              | Flandre-Orientale Sud-Est     | Province de Flandre-Orientale   |
| Service d'incendie de Willebroek                                                         | Z      | 1          | Willebroek            | Rivierenland                  | Province d'Anvers               |
| Service d'incendie de Wingene                                                            |        | 1          | Wingene               | Midwest                       | Province de Flandre-Occidentale |
| Service d'incendie de Wommelgem                                                          | C      | 1          | Wommelgem             | Rand                          | Province d'Anvers               |
| Service d'incendie de Wuustwezel                                                         |        | 1          | Wuustwezel            | Rand                          | Province d'Anvers               |
| Service d'incendie d’Ypres                                                               |        | 2          | Ypres                 | Westhoek                      | Province de Flandre-Occidentale |
| Service d'incendie d’Yvoir                                                               | Z      | 1          | Yvoir                 | Dinaphi                       | Province de Namur               |
| Service d'incendie de Zandhoven                                                          | C      | 1          | Zandhoven             | Rand                          | Province d'Anvers               |
| Service d'incendie de Zaventem                                                           | Z      | 1          | Zaventem              | Brabant flamand ouest         | Province du Brabant flamand     |
| Service d'incendie de Zele                                                               |        | 1          | Zele                  | Flandre-Orientale Est         | Province de Flandre-Orientale   |
| Service d'incendie de Zelzate                                                            |        | 1          | Zelzate               | Flandre-Orientale Centre      | Province de Flandre-Orientale   |
| Service d'incendie de Zoersel                                                            | C      | 1          | Zoersel               | Rand                          | Province d'Anvers               |
| Service d'incendie de Zomergem                                                           | C      | 1          | Zomergem              | Meetjesland                   | Province de Flandre-Orientale   |
| Service d'incendie de Zonnebeke                                                          | C      | 1          | Zonnebeke             | Westhoek                      | Province de Flandre-Occidentale |
| Service d'incendie de Zottegem                                                           |        | 1          | Zottegem              | Ardennes flamandes            | Province de Flandre-Orientale   |
| Service d'incendie de Zwevegem                                                           |        | 1          | Zwevegem              | Fluvia                        | Province de Flandre-Occidentale |

### Liste des postes avancés des services d'incendie
Les postes avancés sont des casernes dépendant officiellement d'un autre service. Elles fonctionnent de la même manière et sont régies par les mêmes règles qu'un service d'incendie classique sauf qu'en général leur équipement est moindre. 
- En zone urbaine: Les postes avancés sont généralement des postes satellites de la caserne principale (comme c'est le cas à Bruxelles ou à Liège par exemple). Leur nombre varie selon l'importance du territoire et leur équipement  selon les risques en présence.

- En zone rurale: Ils sont généralement installés dans des zones trop éloignées d'un gros centre mais où la population n'est pas assez nombreuse que pour y mettre en place un service classique. Ils possèdent normalement le minimum de matériel soit au moins une ambulance et une autopompe, mais il n'est pas rare de voir d'autres engins dans ces casernes.

Voici la liste des postes avancés des services d'incendie en Belgique :
| Poste avancé                                      | Dépendant du                                                                     | Localité                | Zone de secours       | Province                        |
| ------------------------------------------------- | -------------------------------------------------------------------------------- | ----------------------- | --------------------- | ------------------------------- |
| Poste avancé d'Aalbeke                            | Service d'incendie de Courtrai                                                   | Aalbeke                 | Fluvia                | Province de Flandre-Occidentale |
| Poste avancé d’Anderlecht                         | Service d'incendie et d'aide médicale urgente de la région de Bruxelles-Capitale | Anderlecht              | SIAMU                 | Région de Bruxelles-Capitale    |
| Poste avancé d’Ans                                | Intercommunale d’incendie de Liège et environs                                   | Ans                     | Liège 2               | Province de Liège               |
| Poste avancé de Basècles                          | Service d'incendie de Belœil                                                     | Basècles                | Wallonie picarde      | Province de Hainaut             |
| Poste avancé de Battice                           | Service d'incendie de Herve                                                      | Battice                 | Liège 4               | Province de Liège               |
| Poste avancé de Beveren                           | Service d'incendie de Waregem                                                    | Beveren                 | Fluvia                | Province de Flandre-Occidentale |
| Poste avancé de Bissegem                          | Service d'incendie de Courtrai                                                   | Bissegem                | Fluvia                | Province de Flandre-Occidentale |
| Poste avancé de Bruges-ville                      | Service d'incendie de Bruges                                                     | Bruges                  | Flandre Occidentale 1 | Province de Flandre-Occidentale |
| Poste avancé de Cerfontaine                       | Service d'incendie de Couvin                                                     | Cerfontaine             | Dinaphi               | Province de Namur               |
| Poste avancé de Chênaie                           | Service d'incendie et d'aide médicale urgente de la région de Bruxelles-Capitale | Uccle                   | SIAMU                 | Région de Bruxelles-Capitale    |
| Poste avancé de Clermont                          | Service d'incendie de Florennes                                                  | Clermont                | Dinaphi               | Province de Namur               |
| Poste avancé Delta                                | Service d'incendie et d'aide médicale urgente de la région de Bruxelles-Capitale | Ixelles                 | SIAMU                 | Région de Bruxelles-Capitale    |
| Poste avancé Diamant                              | Service d'incendie et d'aide médicale urgente de la région de Bruxelles-Capitale | Schaerbeek              | SIAMU                 | Région de Bruxelles-Capitale    |
| Poste avancé de Dottignies                        | Service d'incendie de Mouscron                                                   | Dottignies              | Wallonie picarde      | Province de Hainaut             |
| Poste avancé d’Elverdinge                         | Service d'incendie d'Ypres                                                       | Elverdinge              | Westhoek              | Province de Flandre-Occidentale |
| Poste avancé d’Estaimpuis                         | Service d'incendie de Mouscron                                                   | Estaimpuis              | Wallonie picarde      | Province de Hainaut             |
| Poste avancé d’Evere                              | Service d'incendie et d'aide médicale urgente de la région de Bruxelles-Capitale | Evere                   | SIAMU                 | Région de Bruxelles-Capitale    |
| Poste avancé de Flémalle                          | Intercommunale d’incendie de Liège et environs                                   | Flémalle                | Liège 2               | Province de Liège               |
| Poste avancé de Florenville                       | Service d'incendie de Bouillon                                                   | Florenville             | Luxembourg            | Province de Luxembourg          |
| Poste avancé de Fourons                           | Service d'incendie de Bilzen                                                     | Fourons                 | Limbourg Est          | Province de Limbourg            |
| Poste avancé de Grâce -Hollogne                   | Intercommunale d’incendie de Liège et environs                                   | Grâce-Hollogne          | Liège 2               | Province de Liège               |
| Poste avancé de Grivegnée                         | Intercommunale d’incendie de Liège et environs                                   | Grivegnée               | Liège 2               | Province de Liège               |
| Poste avancé de Heule                             | Service d'incendie de Courtrai                                                   | Heule                   | Fluvia                | Province de Flandre-Occidentale |
| Poste avancé de Jemeppe-sur-Sambre (usine Solvay) | Service d'incendie de Sambreville                                                | Jemeppe-sur-Sambre      | Val de Sambre         | Province de Namur               |
| Poste avancé de Jumet                             | Service d'incendie de Charleroi                                                  | Jumet                   | Hainaut Est           | Province de Hainaut             |
| Poste avancé de La Roche-en-Ardenne               | Service d'incendie de Marche-en-Fammenne                                         | La Roche-en-Ardenne     | Luxembourg            | Province de Luxembourg          |
| Poste avancé de Leke                              | Service d'incendie de Dixmude                                                    | Leke                    | Westhoek              | Province de Flandre-Occidentale |
| Poste avancé de Marke                             | Service d'incendie de Courtrai                                                   | Marke                   | Fluvia                | Province de Flandre-Occidentale |
| Poste avancé de Moorsele                          | Service d'incendie de Wevelgem                                                   | Moorsele                | Fluvia                | Province de Flandre-Occidentale |
| Poste avancé d’Oostduinkerke                      | Service d'incendie de Coxyde                                                     | Oostduinkerke           | Westhoek              | Province de Flandre-Occidentale |
| Poste avancé d'Oostmalle                          | Service d'incendie de Malle                                                      | Oostmalle               | Rand                  | Province d'Anvers               |
| Poste avancé d’Oupeye                             | Intercommunale d’incendie de Liège et environs                                   | Hermalle-sous-Argenteau | Liège 2               | Province de Liège               |
| Poste avancé de Reningelst                        | Service d'incendie de Poperinge                                                  | Reningelst              | Westhoek              | Province de Flandre-Occidentale |
| Poste avancé de Rollegem                          | Service d'incendie de Courtrai                                                   | Rollegem                | Fluvia                | Province de Flandre-Occidentale |
| Poste avancé de Rumigny                           | Service d'incendie de Diest                                                      | Rumigny                 | Brabant flamand est   | Province du Brabant flamand     |
| Poste avancé de Ruddervoorde                      | Service d'incendie d'Oostkamp                                                    | Ruddervoorde            | Flandre Occidentale 1 | Province de Flandre-Occidentale |
| Poste avancé du Sart-Tilman                       | Intercommunale d’incendie de Liège et environs                                   | Sart-Tilman             | Liège 2               | Province de Liège               |
| Poste avancé de Seraing                           | Intercommunale d’incendie de Liège et environs                                   | Seraing                 | Liège 2               | Province de Liège               |
| Poste avancé de Schilde                           | Service d'incendie de Malle                                                      | Schilde                 | Rand                  | Province d'Anvers               |
| Poste avancé de Villers-la-Ville                  | Service d'incendie de Nivelles                                                   | Villers-la-Ville        | Brabant wallon        | Province du Brabant wallon      |
| Poste avancé V.U.B.                               | Service d'incendie et d'aide médicale urgente de la région de Bruxelles-Capitale | Jette                   | SIAMU                 | Région de Bruxelles-Capitale    |
| Poste avancé U.C.L.                               | Service d'incendie et d'aide médicale urgente de la région de Bruxelles-Capitale | Woluwe-Saint-Lambert    | SIAMU                 | Région de Bruxelles-Capitale    |
| Poste avancé de Watou                             | Service d'incendie de Poperinge                                                  | Watou                   | Westhoek              | Province de Flandre-Occidentale |
| Poste avancé de Westmalle                         | Service d'incendie de Malle                                                      | Westmalle               | Rand                  | Province d'Anvers               |
| Poste avancé Zuid-Ijzer                           | Service d'incendie de Poperinge                                                  | Roesbrugge-Haringe      | Westhoek              | Province de Flandre-Occidentale |

## La protection civile

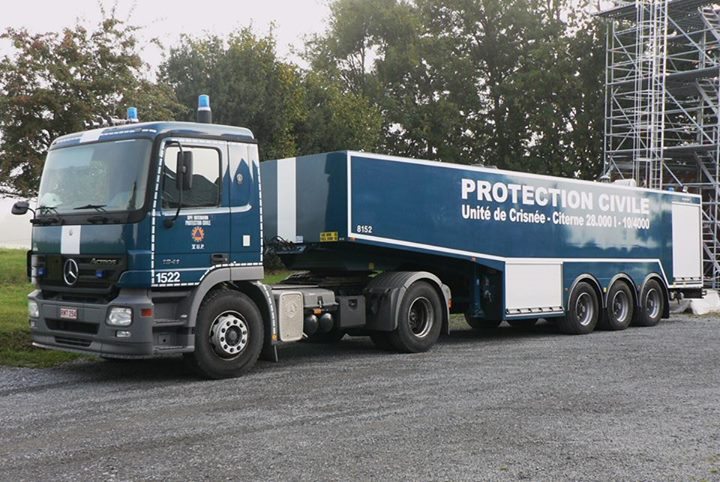
Camion citerne de 28 000 litres d'eau de l'unité de protection civile de Crisnée.

La  protection civile n’intervient  uniquement qu’à la demande des services d’incendie et des autorités administratives (bourgmestre, police, gouverneur, etc.) lors de missions qui exigent un matériel lourd et des compétences spécialisées. Il n’existe donc pas de numéro pour les joindre en cas d’urgence. Il existe deux casernes d’unités opérationnelles pour l'ensemble du territoire belge depuis 2019, la réforme de la protection civile ayant recentré son rôle à des missions spécialisées, les missions urgentes étant reprises par les zones de secours.

## Les services d’incendie des aéroports
Voir aussi : Liste des aérodromes de Belgique
Les aéroports (grands aérodromes) possèdent également leurs services de pompiers avec du matériel bien spécifique aux risques présents (comme des camions spéciaux appelés crash tenders). Dans ce cas on ne parlera plus de Service d'incendie mais plutôt de services de secours appelés SAR (en anglais : Search and rescue soit Recherche et sauvetage en français). 
Cinq aéroports en Belgique disposent de services de secours : Anvers, Bruxelles (le seul à compter deux casernes), Charleroi Bruxelles-Sud, Liège et Ostende-Bruges.

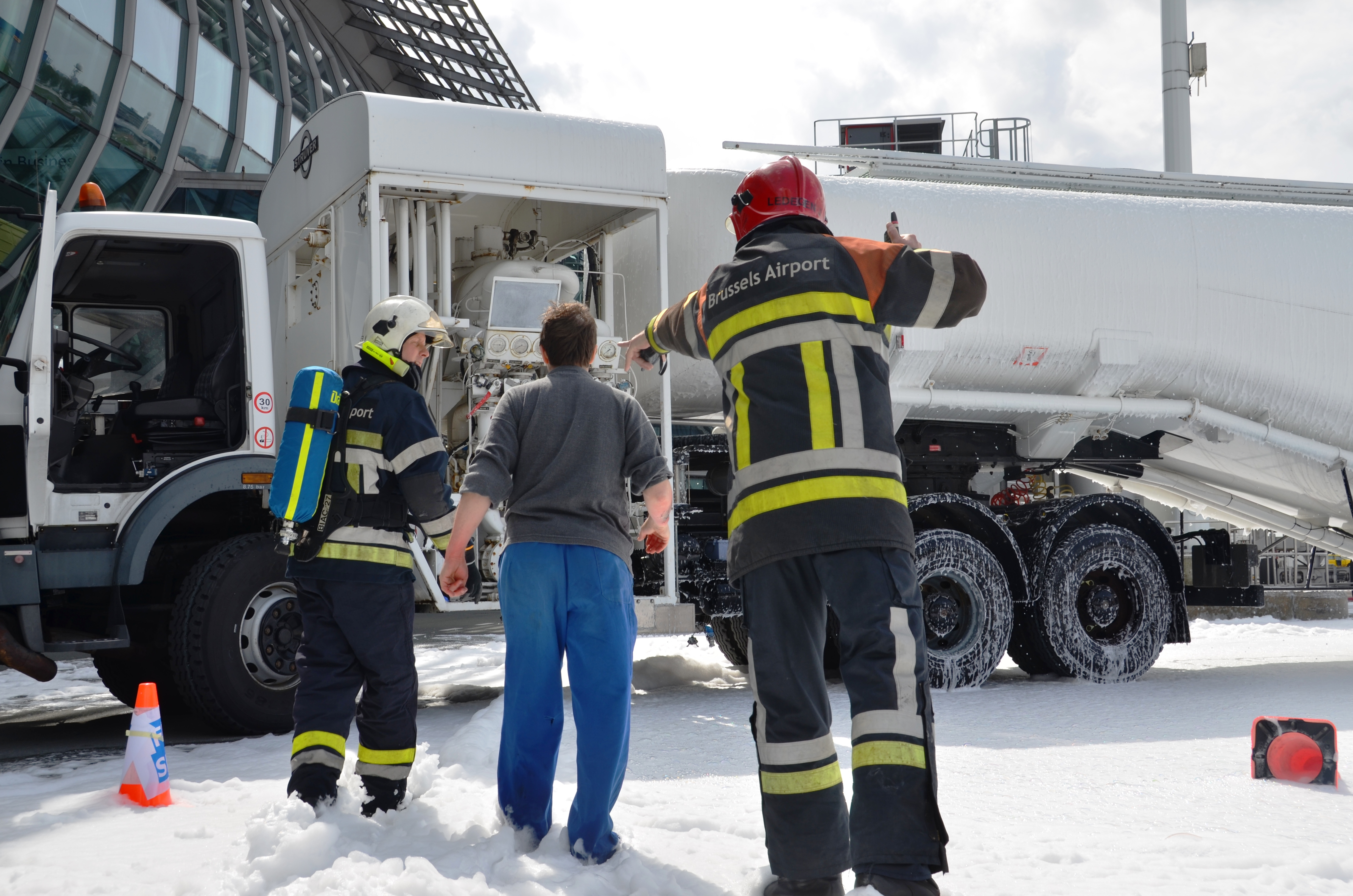
Pompiers de l'aéroport de Bruxelles en tenue de feu.
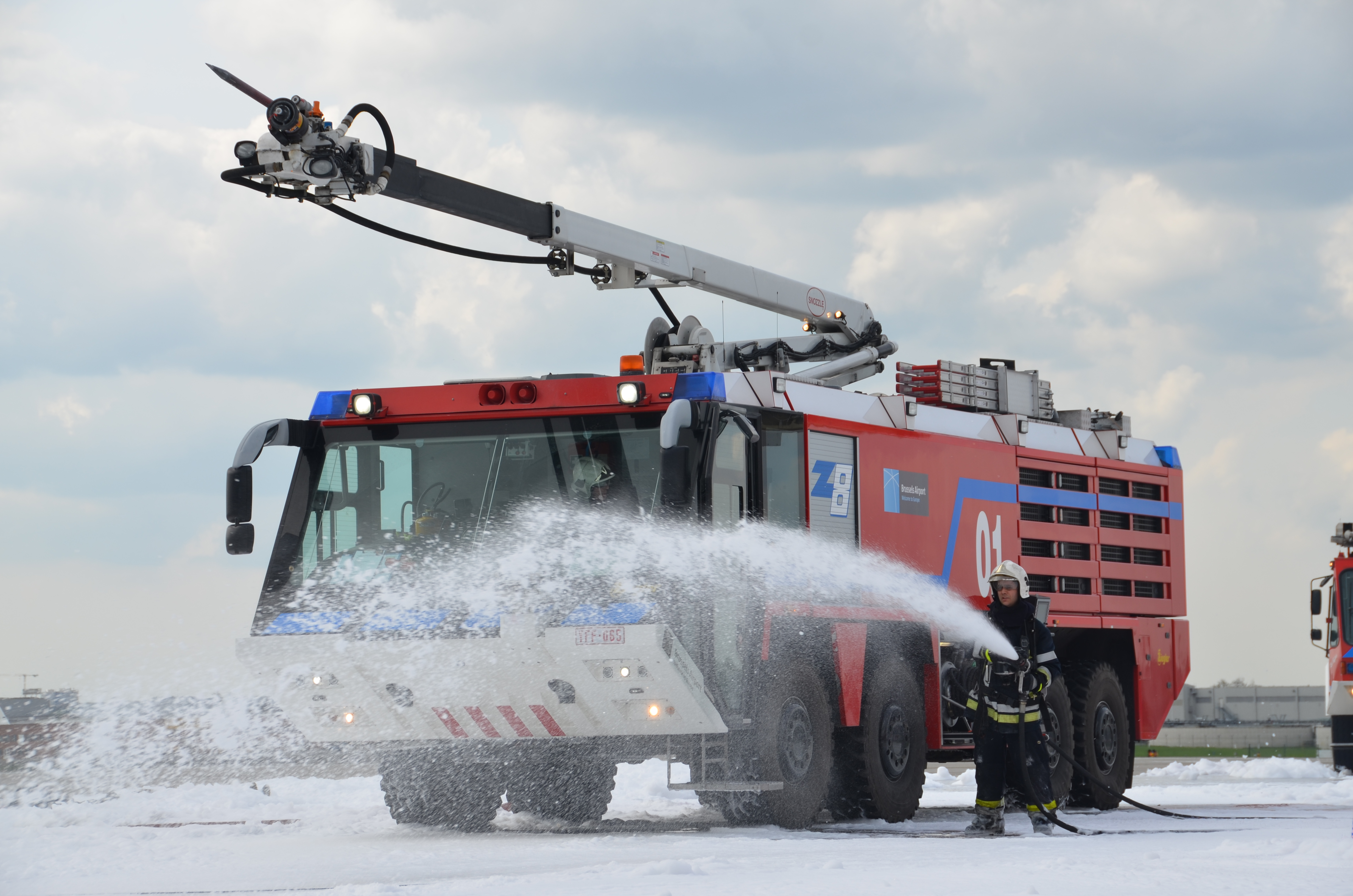
« Crashtender » des pompiers de l'aéroport de Bruxelles.
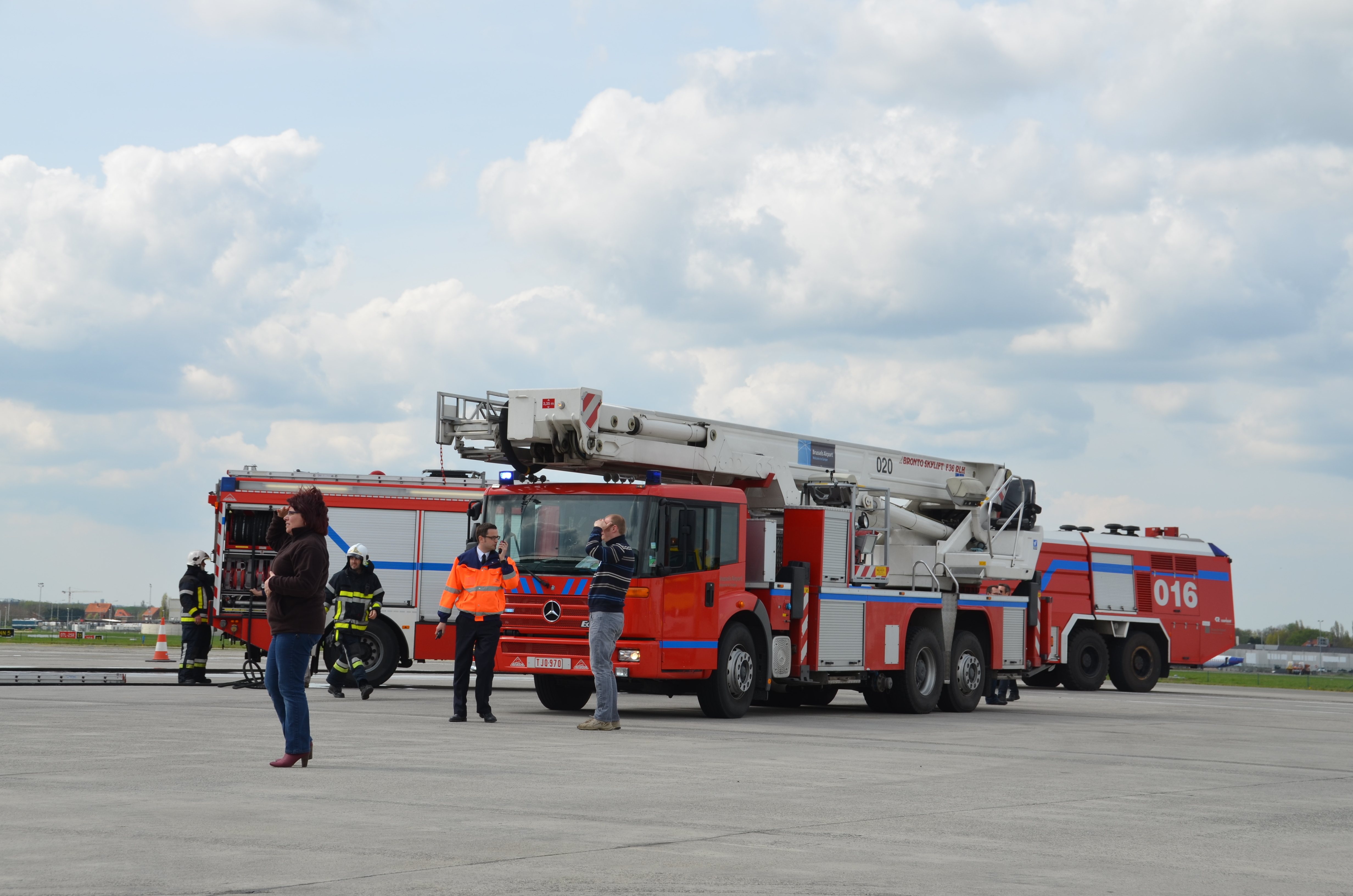
Camions d'incendie des pompiers de l'aéroport de Bruxelles.
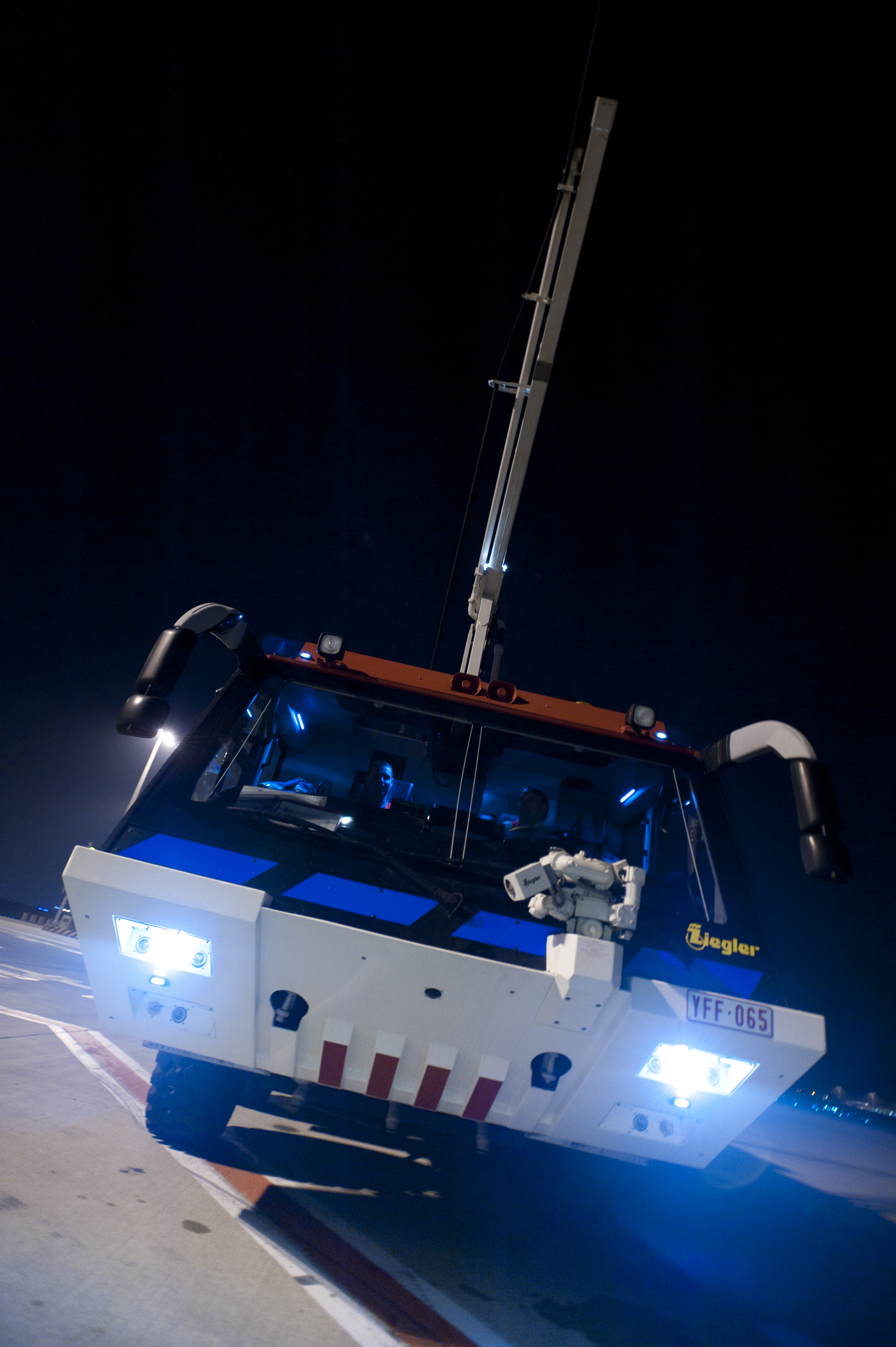
Crashtender des pompiers de l'aéroport de Bruxelles.
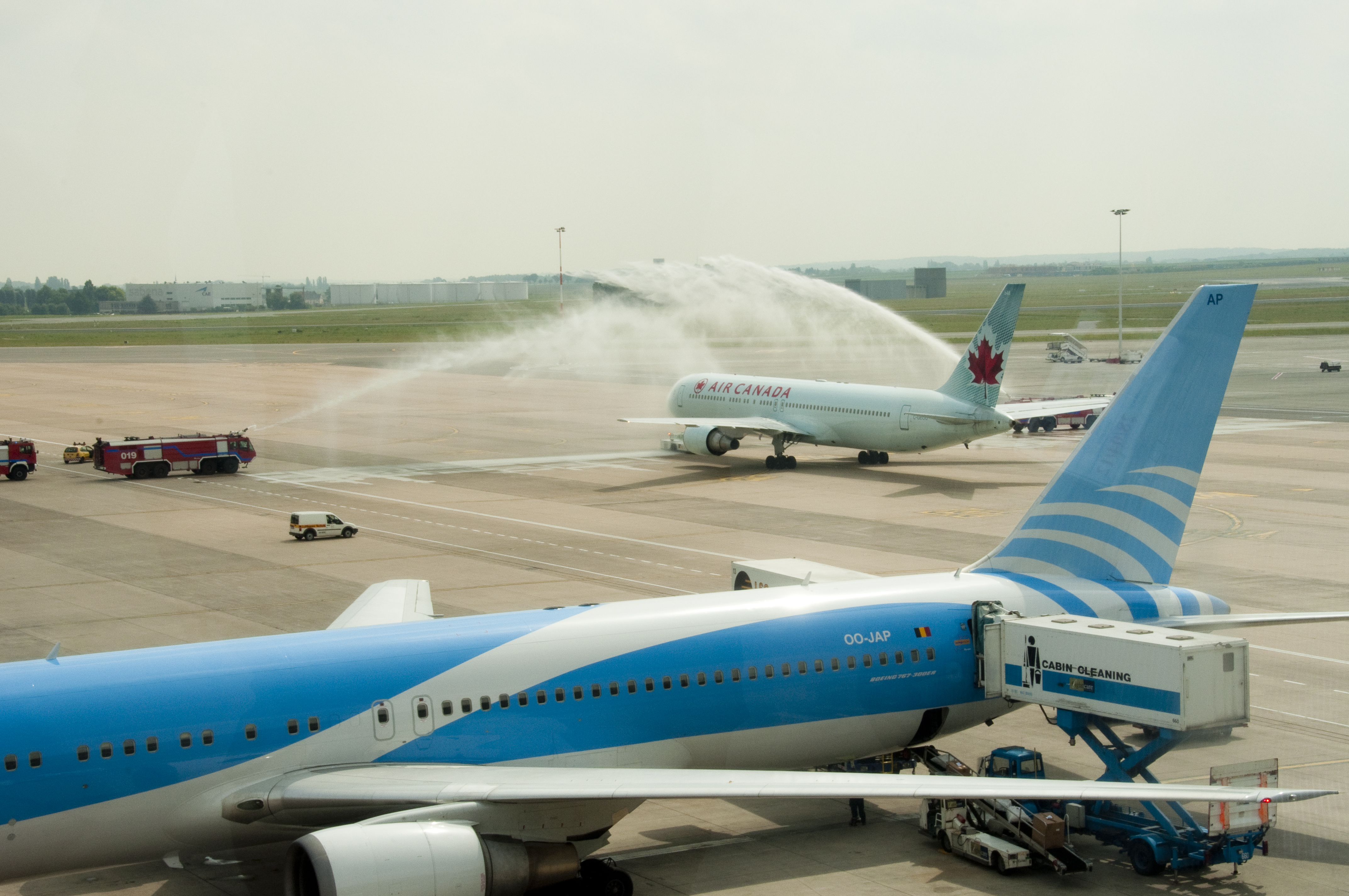
Pompiers de l'aéroport de Bruxelles, baptisant un avion d'Air Canada.
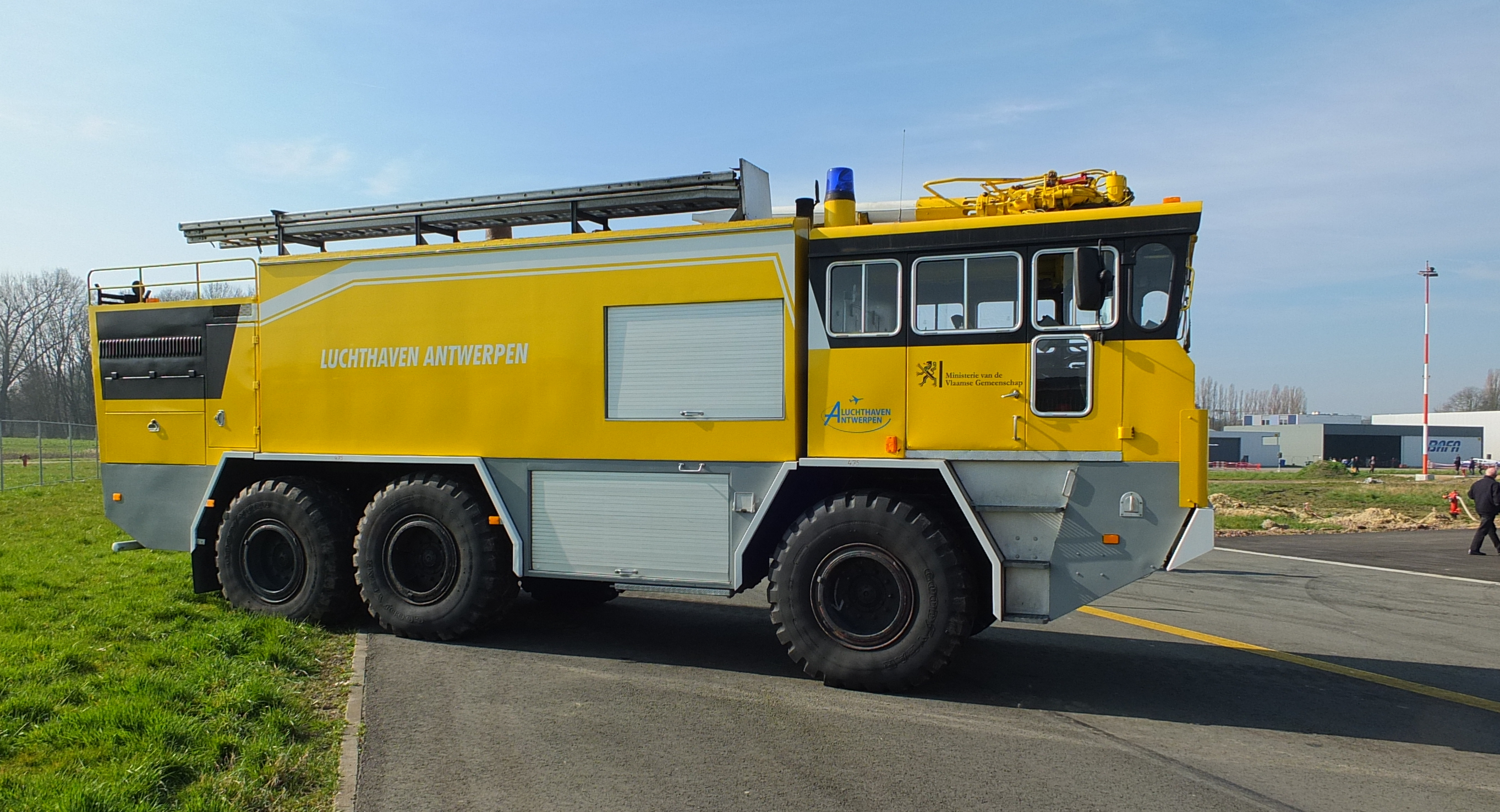
Camion des pompiers de l'aéroport d’Anvers.
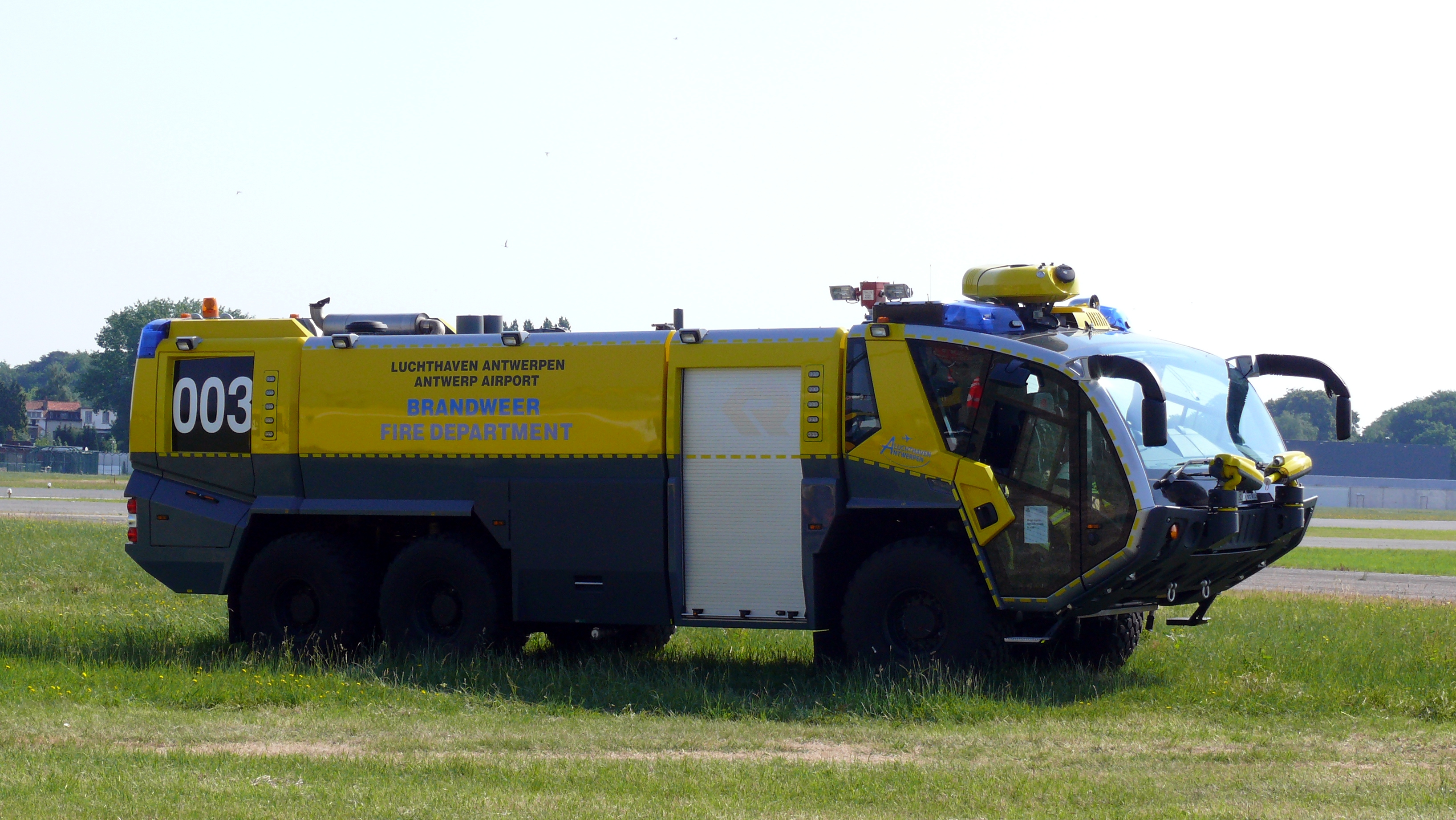
Camion des pompiers de l'aéroport d'Anvers.

## Les services d’incendie des sociétés privées
Certaines grosses entreprises ou usines possèdent leurs propres services d’incendie. Ils disposent d’un matériel souvent lourd et particulier aux risques spécifiques à leurs installations. En voici une liste non exhaustive :
| Entreprise            | Localisation | Province          | Zone de secours | Site Seveso |
| --------------------- | ------------ | ----------------- | --------------- | ----------- |
| Agfa-Gevaert          | Mortsel      | Province d'Anvers | Rand            |             |
| BP Chembel            | Geel         | Province d'Anvers | Campine         |             |
| BASF                  | Anvers       | Province d'Anvers | Anvers          |             |
| Janssen Pharmaceutica | Beerse       | Province d'Anvers | Toxandrie       |             |
| SCK•CEN               | Mol          | Province d'Anvers | Campine         |             |